# Дом компании «Зингер»
Дом компа́нии «Зи́нгер» (с 1938 года «Дом кни́ги») — историческое здание в Санкт-Петербурге, расположенное по адресу Невский проспект, 28, памятник архитектуры федерального значения. Дом был построен в 1902—1904 годах по проекту архитектора Павла Сюзора для компании «Зингер». Вплоть до революции в здании располагалась штаб-квартира российского представительства «Зингер» и различные конторы-арендаторы. В 1919 году здание национализировали, в него перевели магазин «Петрогосиздата», филиалы различных издательств и редакции газет и журналов, целое крыло занимал государственный комитет цензуры. Название «Дом книги» закрепилось в речи горожан по магазину, работавшему в здании с 1938 года.

## История

### Участок и ранняя застройка
Сведения о застройке участка восходят к концу 1730-х годов. В 1738 году по указу императрицы Анны Иоанновны на него перенесли манеж, ранее находившийся у Зимнего дворца. В 1742—1743 годах на его фундаменте был построен деревянный оперный дом по проекту архитектора Бартоломео Растрелли. 19 октября 1749 года здание было уничтожено пожаром. Только в 1770-х годах на его месте построил себе трёхэтажный каменный особняк протоиерей Иван Панфилов, духовник Екатерины II. Позднее здание принадлежало семье Бороздиных. В 1820 году его выкупил аптекарь Карл Имзен. Уже в первой четверти XIX века помещения в доме сдавались в коммерческую аренду — в них открывали чайные, кофейные и бакалейные лавки. С 1829 по 1836 год в здании работал книжный магазин И. В. Слёнина. Примерно в тот же период в доме находились нотная лавка издателя журнала «Нувеллист» К. Ф. Гольца. В 1840-х годах по проекту архитектора Викентия Беретти дом реконструировали и надстроили четвёртый этаж. В 1849 году в доме начало работу «Дагерротипное заведение Сергея Левицкого» (позднее — «Светопись Левицкого»). Фотоателье работало до 1859 года. После отъезда Левицкого в Париж было закрыто и перезапущено в 1878 году ещё на 16 лет. В 1860-х годах участок приобрёл майор П. В. Жуковский, оформив право собственности на супругу Ольгу Карловну Жуковскую. По приглашению Жуковских, в 1860-х годах дом реконструировал архитектор Фёдор Рудольф. В 1895 году на месте студии Левицкого открылось фотоателье Льва Александровича Берггольца, проработавшее вплоть до 1902 года. В разные годы в бывшем доме Имзена также располагались банкирский дом «Лампе и Кº», редакция газеты «Биржевые ведомости», французский книжный магазин Р. Виоле. Некоторые квартиры дома оставались жилыми — например, в 1893—1894 годах квартиры № 8 и № 17 снимали семьи Виктора Георга Лампе и его брата Оскара Георга.

### Строительство
В 1900 году участок у овдовевшей Ольги Жуковской выкупила компания-производитель швейных машин «Зингер». Сумма сделки превысила миллион рублей. Двумя годами ранее компания приобрела землю в Подольске, где планировала запустить собственное производство и впоследствии выйти на рынки не только России, но и Турции, Персии, Китая и Японии. Для здания штаб-квартиры, которая занималась бы экспансией продукции на восток, была выбрана главная деловая улица Петербурга. Проект здания заказали ведущему зодчему того времени — архитектору Павлу Сюзору. Соавторами в работе выступили И. Б. Изелла, Евгений Баумгартен, Мариан Перетяткович и Н. И. Конецкий. Некоторые источники утверждают, что Сюзор не создавал проект с нуля, а перерабатывал чертежи Эрнест Флэгг, который в тот момент работал над созданием Зингер-билдинг на Бродвее, что, однако, противоречит сохранившимся документам: из переписки вице-президента российского филиала «Зингер» Дугласа Александера, который выступал как основной заказчик от лица компании, с директором подольского завода «Зингер» Диксоном, выясняется, что на разработку проекта у Сюзора ушло больше года, а между архитектором и заказчиком в итоге установились крайне напряжённые отношения. К лету 1901 года Сюзор представил три проекта. Обсуждение и согласование шло ещё год. Известно, что «Зингер» изначально хотел построить восьмиэтажное здание. Однако, в Санкт-Петербурге действовало ограничение по высотности в 11 саженей (23,47 метра), которое определялось высотой Зимнего дворца, и Сюзору пришлось добиваться согласования шестиэтажного дома, а также приводить проект в соответствие с прочими строгими городскими строительными нормативами. Творческий поиск Сюзора и предложение нескольких вариантов Дуглас Александер в итоге охарактеризовал как бессистемный подход, и некоторое время даже пытался снизить гонорар архитектору. Заказчик также хотел, чтобы проект Сюзора был приведён к единому стилистическому образцу с проектируемым комплексом в Нью-Йорке. Сюзору не удалось реализовать идею с ротондой в углу здания, так как она имела более декоративный нежели практический смысл, и за отсутствием последнего не получила одобрения клиента.
При разборке старого дома обнаружилось, что гранитный цоколь опустился ниже уровня мостовой, были раскрыты фрагменты старого мощения. Чтобы наиболее рационально использовать участок, Сюзор спроектировал здание в виде двух шестиэтажных корпусов, объединённых общей мансардой и поперечным флигелем, который образовал два внутренних двора. Их накрыли стеклянной крышей, сформировав атриумы. Благодаря металлическому каркасу и кирпичным заполнениям на цементной основе, многие наружные стены удалось сделать ненесущими и прорезать в них масштабные окна с межэтажными перемычками.
Облицовку фасадов выполнили из полированного мелкозернистого гранита красного и серого цветов. Работу с камнем проводила московская фирма Г. Листа. Кованый декор из бронзы выполнили в мастерской К. И. Винклера и А. О. Шульца. Скульптурами выступили Артемий Обер и Амандус Адамсон. На угловой части фасада расположили две женские скульптуры-валькирии, созданные по эскизам Адамсона. Фигуры были выполнены в технике выколотки «под зелёную бронзу», у каждой в руках — веретено со стальной нитью, а у ног — швейная машинка, символически отсылающая к компании-заказчику. В основании купола поместили скульптуру работы Обера — орлана с раскинутыми крыльями.
Архитектурной доминантой здания стала башня с куполом, увенчанным скульптурной композицией и стеклянным глобусом. Глобус опоясывала металлическая лента, на которой золотыми буквами было написано наименование «Зингер», символизируя распространение продукции компании на весь мир. Купол сориентировали по линии Пулковского меридиана. Композиция стилистически рифмовалась с башней Городской Думы и шатрами Спаса на Крови.
Здание получило самые современные на тот момент системы инженерных коммуникаций, проект которых разработала петербургская фирма Франца Сан-Галли. В числе прочего для дома Зингера Сан-Галли создал оригинальный механизм паровой очистки кровли от снега и наледи. Водосточные трубы, чтобы не портить эстетику фасадов, вмонтировали в стены. В доме установили три лифта компании «Отис» и сейфы берлинской фирмы «Панцер».
Выразительной отделкой отличались интерьеры здания, для которых использовали самые высококачественные материалы. Например, парадную лестницу сложили из каррарского мрамора, лестничные пролёты оформили мозаикой, перила сделали из красного дерева, декоративные элементы подчеркнули сусальным золотом. Именно в интерьерах особенно ярко отражены черты стиля модерн — плавные криволинейные формы оконных проёмов, дверей, декоративных решёток.
В 1904 году строительство было завершено. Штаб-квартира компании «Зингер» заняла весь мансардный этаж, а в главном колонном зале открыли её магазин. Помимо собственно офиса «Зингер», в нём расположились и сторонние арендаторы — например, банковская контора Захария Петровича Жданова, с 1910 года — Русско-Английский банк, филиал Общества взаимного страхования жизни «Нью-Йорк», Северное торговое товарищество, акционерное общество «А. Г. Гергард и Хей». Историки архитектуры называют дом компании Зингер первым деловым центром Петербурга. В 1917—1918 годах в доме находилось дипломатическое представительство США.
Современники отзывались о новом доме критично: его ругали за излишне вычурный облик, выделяющийся на фоне окружающей застройки. Александр Бенуа сравнивал купол дома Зингера с флаконом духов, Лев Ильин критиковал «неуместное» соседство с Казанским собором, а бывший ученик Сюзора Гавриил Барановский отзывался о доме Зингера как об однообразно-скучном.

### XX век
После революции здание штаб-квартиры национализировали. В 1922 году компания «Зингер» ушла из России. Дом Зингера отдали под учреждения и конторы. 19 декабря 1919 года в одном из помещений был открыт магазин «Дом книги» при государственном издательстве «Петрогосиздат». В 1920-х с купола дома пропала фигура орлана.
В 1941 году в здание № 30 попала бомба. Взрывной волной в доме Зингера выбило окна. Зимой того же года в доме прорвало трубы, поэтому торговлю перенесли на улицу и книги продавали с лотков. Всего за годы Второй Мировой войны «Дом Книги» останавливал работу только на три месяца.
В послевоенный период дом Зингера стал важным центром книжной индустрии: в разные годы в его стенах располагались филиалы издательств «Молодая гвардия», «Мир», «Художественная литература», «Просвещение», «Искусство», «Изобразительное искусство», «Агропромиздат», «Химия», «Физматгиз», «Советский писатель», «Музгиз», редакции журналов «Воробей», «Новый Робинзон», «Ёж», «Чиж», «Книга и революция», «Литературная учёба», «Ленинград», «Звезда», «Литературный современник». В 1925 году на пятом этаже дома Зингера заработал детский отдел «Госиздата» «Леногиз», позднее переименованный в «Детиздат». Также в период с 1922 до 1950-х на третьем этаже здания целое крыло занимал комитет советской цензуры — Ленинградское областное и городское управление по делам литературы и издательств.
В конце 1990-х годов из дома съехали издательства, здание было передано в аренду на 49 лет Петербургскому агентству недвижимости (ПАН).

### Реставрация
За почти сто лет с момента возведения в здании не проводилась полноценная реставрация. Когда в 1999 году здание перешло к ПАН, договор предусматривал обременение в виде обязательства провести реставрацию здания. Историко-культурная экспертиза КГИОП длилась три года. В ходе исследования выяснилось, что все железосодержащие элементы подверглись сильной коррозии, а при проектировании были совершены ошибки, из-за чего нагрузка с основных несущих стен частично приходилась на перегородки. В советские годы перепланировки внутренних помещений дополнительно перераспределили нагрузку, в результате в конце 1990-х деформация перекрытий была видна невооружённым глазом. Инженерные конструкции к 1999 году были изношены на 70 %. Вплоть до этого времени в доме оставались две жилые квартиры. В ходе реконструкции несущие конструкции заменили на железобетонные, усилили фундамент, внедрив в него 2500 свай, провели многоступенчатую гидроизоляцию. В 2003 году были восстановлены все кованые и лепные элементы оформления, статуи валькирий, стеклянный купол с орлом. По сохранившимся чертежам и фотографиям была воссоздана отделка интерьеров, в том числе мозаичные полы, мраморная парадная лестница, венецианская штукатурка на стенах. По проекту скульптора А. А. Архипова была восстановлена фигура орлана на куполе. Первые этажи были отреставрированы и открыты в 2006 году. Окончательно работы завершились в 2009 году. Согласно смете, расходы на реставрацию превысили 1 миллиард рублей.
В 2010 году седьмой этаж здания арендовал офис социальной сети «ВКонтакте». С ростом компании постепенно под её офис сняли помещения на пятом и шестом этажах.

### Судебная тяжба с арендатором
В 1999 году дом Зингера взяла в аренду у города частная компания «Петербургское агентство недвижимости» (ПАН), на тот момент входившая в структуры «Балтийского банка» Олега Шигаева и Андрея Исаева. Право аренды было оформлено на паевой фонд «Северная столица», для управления которым учредили компанию «ПАН-Траст». «Балтийскому банку» принадлежали 99 из 100 паёв фонда. В 2014 «ПАН-Траст» выпустила ещё 137 паёв. Выкупившая их ООО «Фортис» Исаева получила контроль над зданием. С августа 2014 года «Балтийский банк» проходил санацию силами «Альфа-банка». В числе прочих сомнительных сделок в суде рассматривалась и дополнительная эмиссия паёв, из-за которой «Балтийский банк» утратил управление домом Зингера.
Осенью 2021 года владеющий зданием «Альфа-банк» подал в городской Арбитражный суд иск о признании недействительным договора субаренды. Истец заявлял, что в результате сговора управляющего ЗАО «Зингер» (бывший ПАН) Алексея Исаева контракт субаренды с ООО «Книжный магазин № 1» был заключён по заведомо заниженной цене: 1,800 рублей в месяц за 1 м², а за 2020 год оплата на счета не поступала вообще. Альфа-банк выиграл дело, ООО «Зингер» подал апелляцию. 15 марта 2022 года Апелляционный суд повторно утвердил решение о недействительности договора, 21 марта «Дом книги» был закрыт. Как заявил вице-губернатор Петербурга Борис Пиотровский, планируется, что аренду должна получить АО «Торговая фирма „Санкт-Петербургский Дом книги“», книжный магазин которой располагался в здании с 1938 по 1999 год.

### Открытие в 2022 году
12 ноября 2022 года в доме Зингера был вновь открыт «Дом книги», работавший с 1938 по 1999 год. После многолетних судебных тяжб владельцем магазина вновь стало правительство города. В помещениях отреставрировали витражи и венецианскую штукатурку, закупили новую мебель. Главным отличием нового книжного стал ассортимент представленной литературы — место туристических путеводителей и сувениров заняли книги независимых издательств и петербургских авторов.
В отреставрированном доме также располагается офис VK и второй по счету в Санкт-Петербурге VK Store, в котором люди могут купить мерч.